# Escarpement de Vaidilute
Vaidilute Rupes
Pour les articles homonymes, voir Vaidilute.
L' escarpement de Vaidilute (désignation internationale : Vaidilute Rupes) est un escarpement situé sur Vénus dans le quadrangle de Kaiwan Fluctus. Il a été nommé en référence aux Vaidilute, prêtresses lituaniennes, protectrices du feu sacré.